# Орбея
Орбея (лат. Orbea) — род суккулентных растений семейства Кутровые (Apocynaceae), произрастающий на территории Африки и Аравийского полуострова. Входит в трибу Стапеливых (Stapelieae). 

## Название
Латинское родовое название Orbea происходит от лат. orbis, — «круг» или «кольцо». Это название относится к центральному выступу, присутствующему в цветках большинства видов данного рода.

## Ботаническое описание

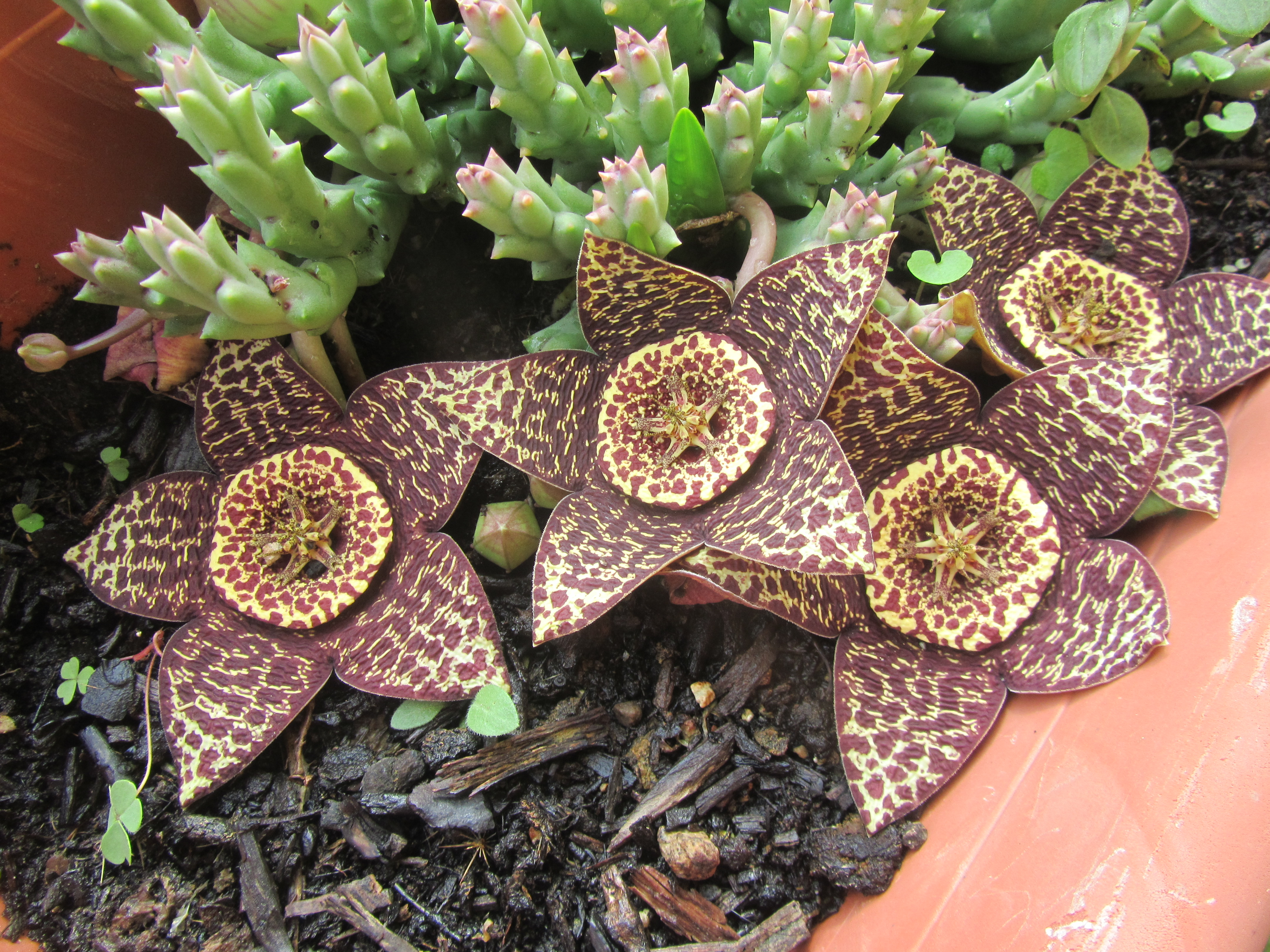
Стебли и цветки Orbea variegata

Многолетние суккуленты, которые образуют компактные или рассеянные куртины. Они имеют корневищные стебли, которые могут быть прямостоячими или распростертыми. Стебли имеют тупо-четырехгранный сечение и острозубчатые углы. Зубцы на стеблях конические или сжато-дельтовидные, растопыренные и обычно широко расставленные. На конце каждого зубца находится мягкий, острый или остроконечный зачаток листа, иногда с прилистниковыми зубцами чуть ниже вершины.
Растения образуют соцветия, которые развиваются у основания стебля. В каждом соцветии обычно находится от 1 до 40 цветков, которые распускаются последовательно. Цветки часто имеют диаметр от 1 до 10 см и могут быть без запаха или иметь слабый запах. Венчик цветка начинает вращаться, образуя колокольчатую форму, иногда утолщаясь ниже основания лопастей и образуя выступающее кольцо. Снаружи венчик гладкий, часто с лиловыми прожилками, внутри морщинистый или гладкий. Лопасти венчика расположены сверху, они могут быть плоскими и иметь вибрирующие булавовидные реснички по краям. Венчик состоит из двух рядов лопастей, обычно в 2 чередующихся рядах. На венчике обычно находятся 10 лопастей, которые доступны для относительно крупных опылителей. Внешний ряд лопастей обычно состоит из 5 лопастей, которые распространяются на прямостоячие подкладочные лопасти. Венчик также имеет нектарную полость с нектарным отверстием и внутреннюю долю лопастей, которая прижата к спинкам пыльников, иногда с плавниковидным дорсальным придатком. Пыльники двухгнездные и горизонтальные на вершине столбика. Плоды — прямостоячие листовки, гладкие и лишены волосков.

## Распространение
Род обширно распространен в Африке и на Аравийском полуострове. В мире признаны около 56 видов (по данным сайта Plants of the World Online на 2023 – 59 видов), которые относительно равномерно распределены между северным и южным полушариями. Встречается около 28 видов на юге Африки.
Интродуцирован в Испании и Австралии.

## Экология

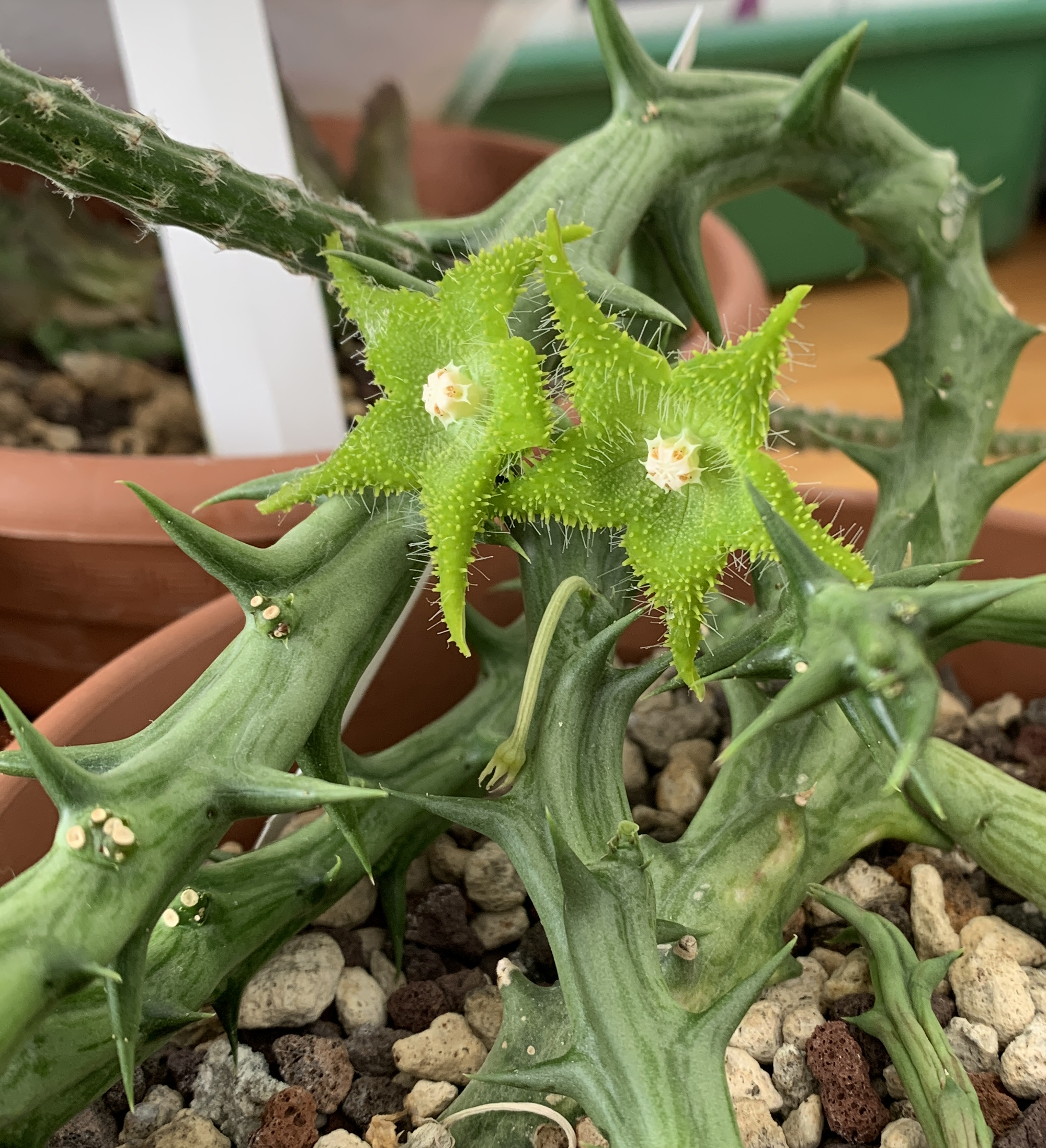
Цветки Orbea dummeri

Суккулентный характер растений позволяет им переходить в состояние покоя в течение определенного времени в году, используя запасы питательных веществ. Для садоводов важно определить регион, из которого растения изначально происходят, независимо от того, это район с летними или зимними осадками. Это позволяет определить, когда прекратить полив и дать растениям возможность перейти в фазу покоя.
Орбеи лишены листьев, их функцию фотосинтеза выполняют стебли, которые содержат хлорофилл.
Сложность цветков связана с процессом опыления. Род представлен разнообразными видами цветков, которые адаптированы к различным видам мух, выполняющих функцию опылителей. Многие виды имеют вибрирующие волоски, обычно расположенные на краю венчика. Эти волоски привлекают внимание мух, которых привлекает запах цветков, а также движение волосков.
После опыления в цветке образуются одна или две листовки, внутри которых находятся плотно упакованные семена. Каждое семя имеет на конце пучок белых волосков, известный как кома. Когда фолликулы высыхают и раскалываются, эти пучки волосков сохнут и распушаются, что позволяет семенам переноситься по воздуху и рассеиваться. Молодые растения в основном встречаются под небольшими кустиками или полукустарниками, возможно, потому что именно здесь комы задерживаются и семена откладываются. Эти микросреды обитания обеспечивают защиту для молодых растений, позволяя им выжить и укорениться.

## Систематика
Род Орбея, вероятно, является одним из родов стапеливых, который претерпел наибольшее количество таксономических изменений. Он был описан Адрианом Хэуортом (1767–1833) в 1812 году, но вскоре после этого был включен в род Stapelia. До 1975 года большинство видов относились либо к Stapelia, либо к Caralluma, пока род Orbea не был восстановлен Ларри Личем (1909–1996).

## Таксономия
Orbea Haw., первое упоминание в Syn. Pl. Succ.: 37 (1812), nom. cons..

### Синонимы
Гетеротипные (основанные на разных номенклатурных типах):
- Angolluma R.Munster (1990)
- Diplocyatha N.E.Br. (1878)
- Orbeanthus L.C.Leach (1978)
- Orbeopsis L.C.Leach (1978)
- Pachycymbium L.C.Leach (1978)
- Podanthes Haw. (1812)
- Stapeliopsis E.Phillips (1932), nom. illeg.
- Stultitia E.Phillips (1933)

### Виды
Подтвержденные виды по данным сайта Plants of the World Online на 2023 год:
- Orbea abayensis (M.G.Gilbert) Bruyns
- Orbea albocastanea (Marloth) Bruyns
- Orbea araysiana (Lavranos & Bilaidi) Bruyns
- Orbea baldratii (A.C.White & B.Sloane) Bruyns
- Orbea carnosa (Stent) Bruyns
- Orbea caudata (N.E.Br.) Bruyns
- Orbea chrysostephana (Deflers) Bruyns
- Orbea ciliata (Thunb.) L.C.Leach
- Orbea circes (M.G.Gilbert) Bruyns
- Orbea conjuncta (A.C.White & B.Sloane) Bruyns
- Orbea cooperi (N.E.Br.) L.C.Leach
- Orbea cucullata (Plowes) Meve
- Orbea decaisneana (Lem.) Bruyns
- Orbea deflersiana (Lavranos) Bruyns
- Orbea denboefii (Lavranos) Bruyns
- Orbea distincta (E.A.Bruce) Bruyns
- Orbea dummeri (N.E.Br.) Bruyns
- Orbea fenestrata (Plowes) Meve
- Orbea gemugofana (M.G.Gilbert) Bruyns
- Orbea gerstneri (Letty) Bruyns
- Orbea gilbertii (Plowes) Bruyns
- Orbea halipedicola L.C.Leach
- Orbea hardyi (R.A.Dyer) Bruyns
- Orbea huernioides (P.R.O.Bally) Bruyns
- Orbea huillensis (Hiern) Bruyns
- Orbea knobelii (E.Phillips) Bruyns
- Orbea laikipiensis (M.G.Gilbert) Bruyns
- Orbea laticorona (M.G.Gilbert) Bruyns
- Orbea longidens (N.E.Br.) L.C.Leach
- Orbea lugardii (N.E.Br.) Bruyns
- Orbea luntii (N.E.Br.) Bruyns
- Orbea lutea (N.E.Br.) Bruyns
- Orbea maculata (N.E.Br.) L.C.Leach
- Orbea mcloughlinii (I.Verd.) L.C.Leach
- Orbea melanantha (Schltr.) Bruyns
- Orbea miscella (N.E.Br.) Meve
- Orbea namaquensis (N.E.Br.) L.C.Leach
- Orbea nardii Raffaelli, Mosti & Tardelli
- Orbea paradoxa (I.Verd.) L.C.Leach
- Orbea parviloba (Bruyns) Meve
- Orbea pulchella (Masson) L.C.Leach
- Orbea rogersii (L.Bolus) Bruyns
- Orbea sacculata (N.E.Br.) Bruyns
- Orbea schweinfurthii (A.Berger) Bruyns
- Orbea semitubiflora (L.E.Newton) Bruyns
- Orbea semota (N.E.Br.) L.C.Leach — Орбея уединенная
- Orbea sprengeri (E.Dammann & Sprenger) Bruyns
- Orbea subterranea (E.A.Bruce & P.R.O.Bally) Bruyns
- Orbea taitica Bruyns
- Orbea tapscottii (I.Verd.) L.C.Leach
- Orbea tubiformis (E.A.Bruce & P.R.O.Bally) Bruyns
- Orbea umbracula (M.D.Hend.) L.C.Leach
- Orbea valida (N.E.Br.) Bruyns
- Orbea variegata (L.) Haw. — Орбея пёстрая
- Orbea verrucosa (Masson) L.C.Leach
- Orbea vibratilis (E.A.Bruce & P.R.O.Bally) Bruyns
- Orbea wilsonii (P.R.O.Bally) Bruyns
- Orbea wissmannii (O.Schwartz) Bruyns — Орбея Виссманна
- Orbea woodii (N.E.Br.) L.C.Leach

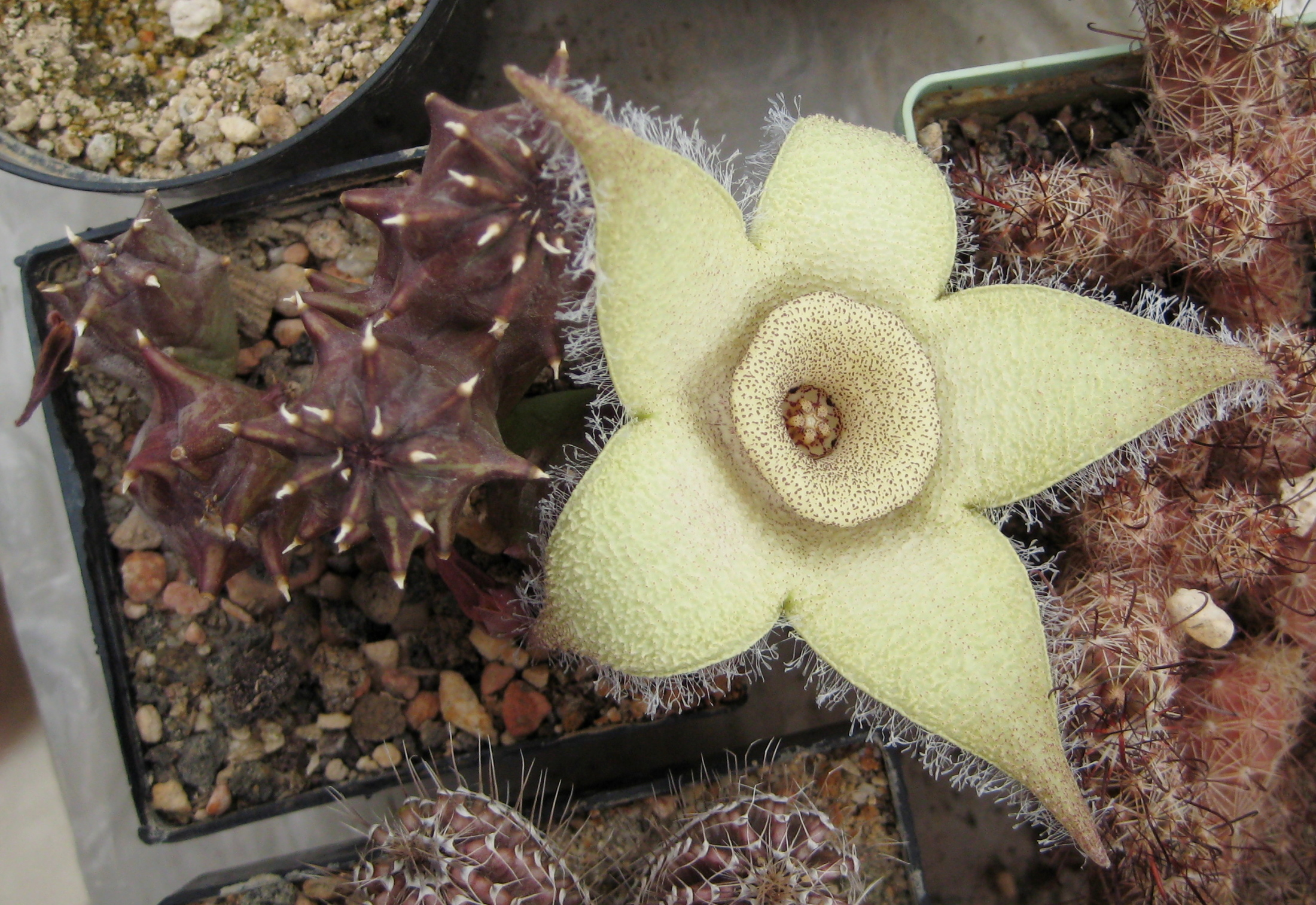
Orbea ciliata
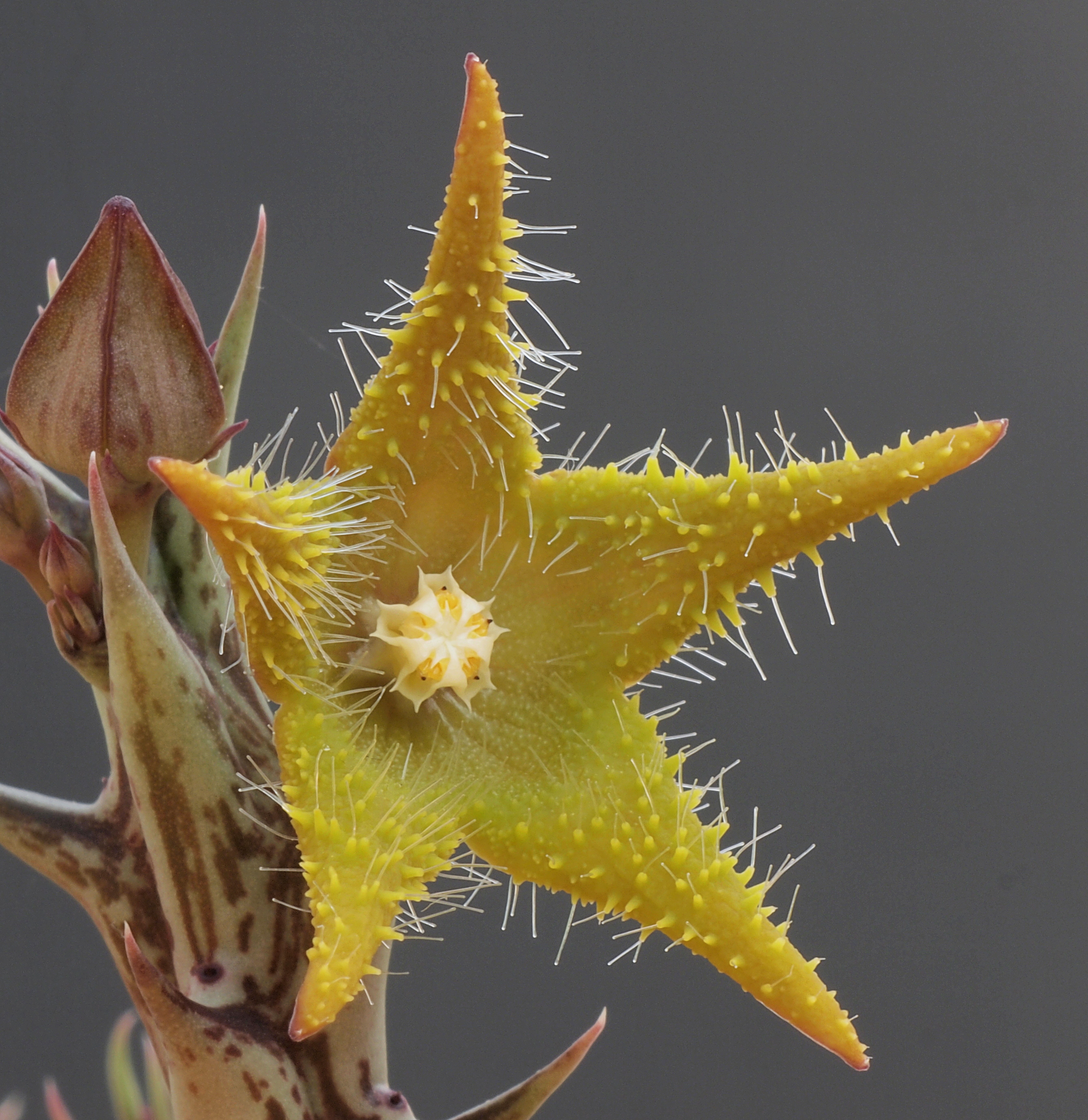
Orbea dummeri
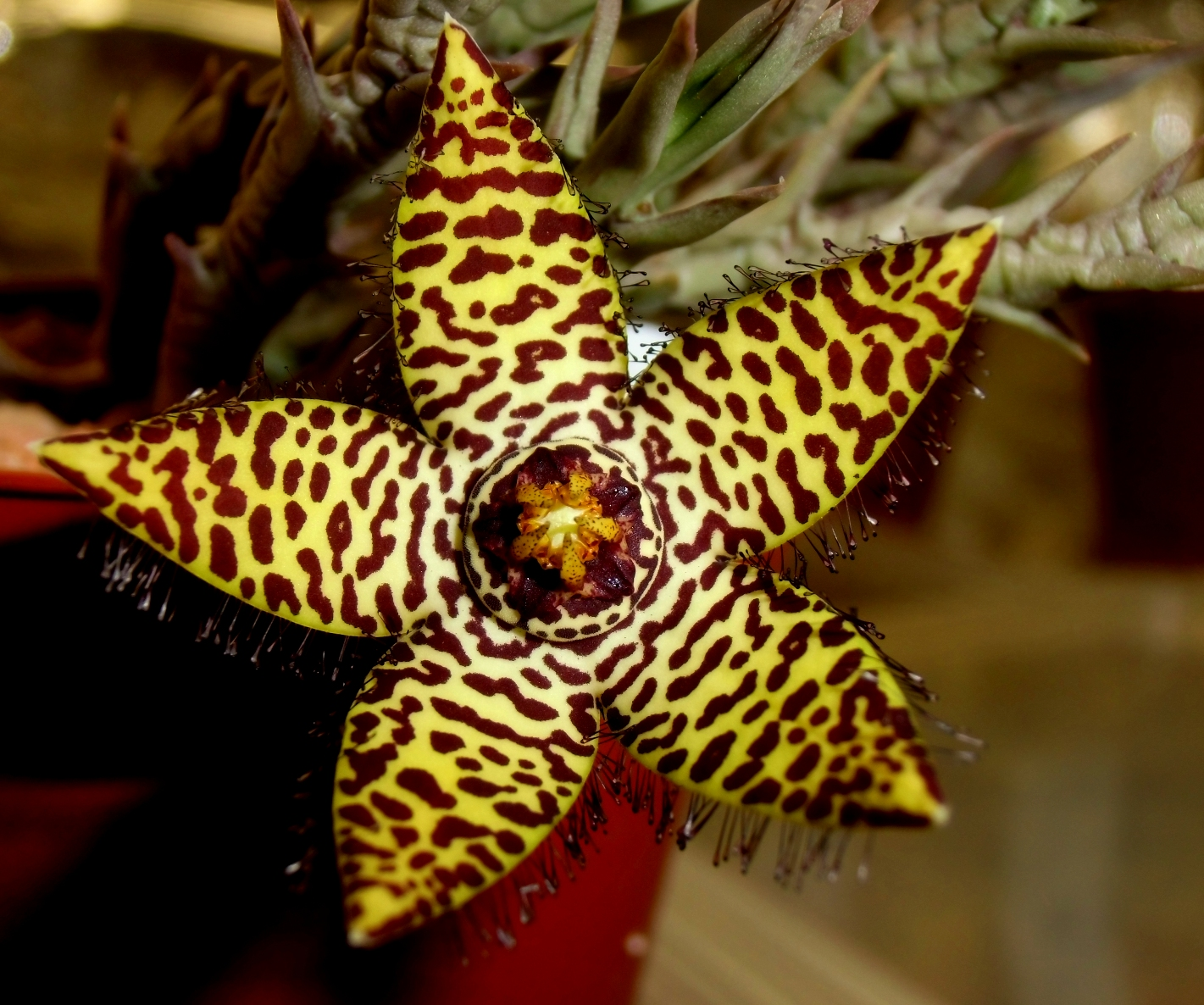
Orbea halipedicola
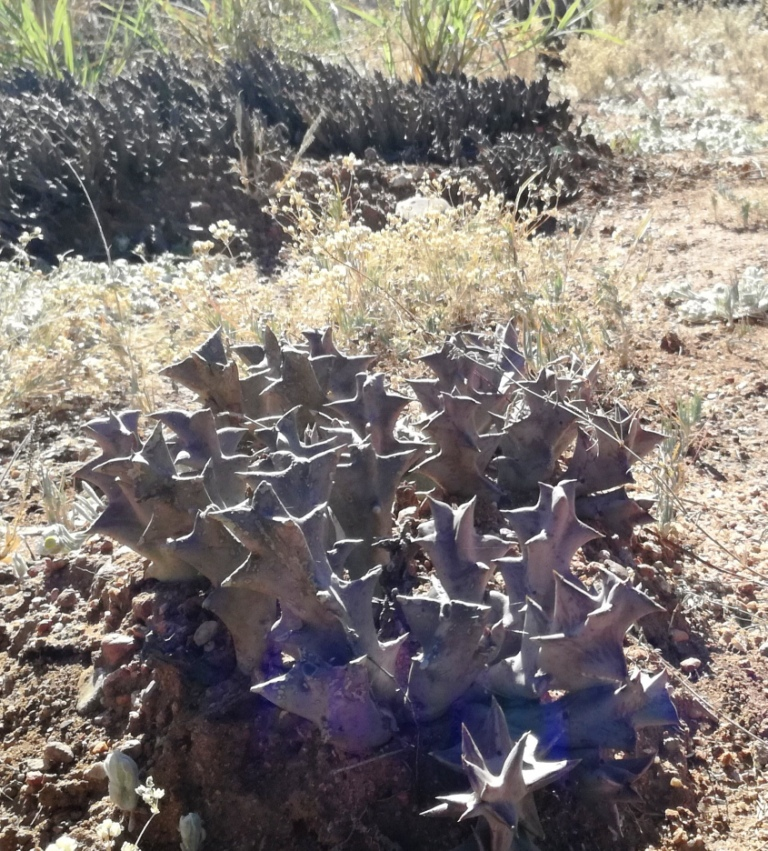
Orbea huillensis
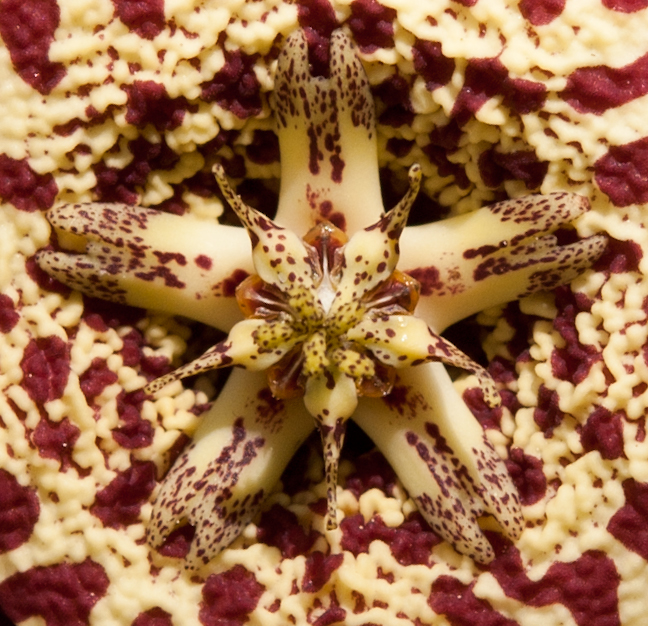
Orbea lepida
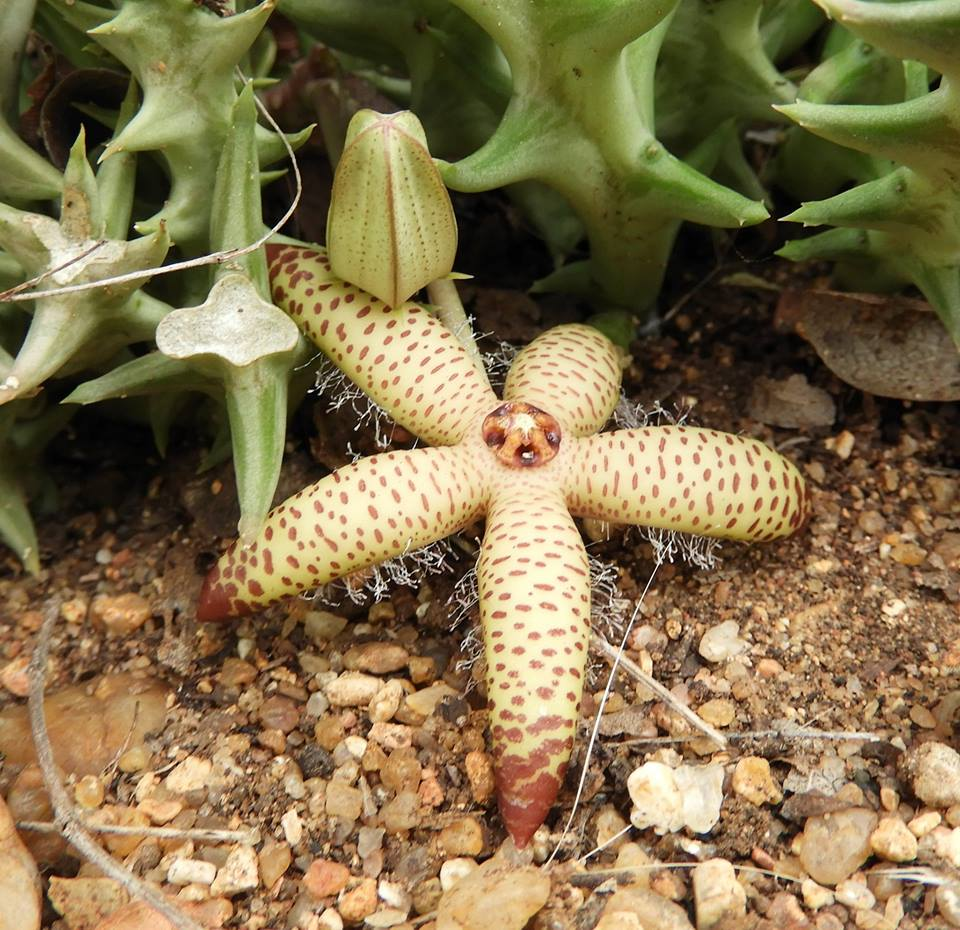
Orbea maculata
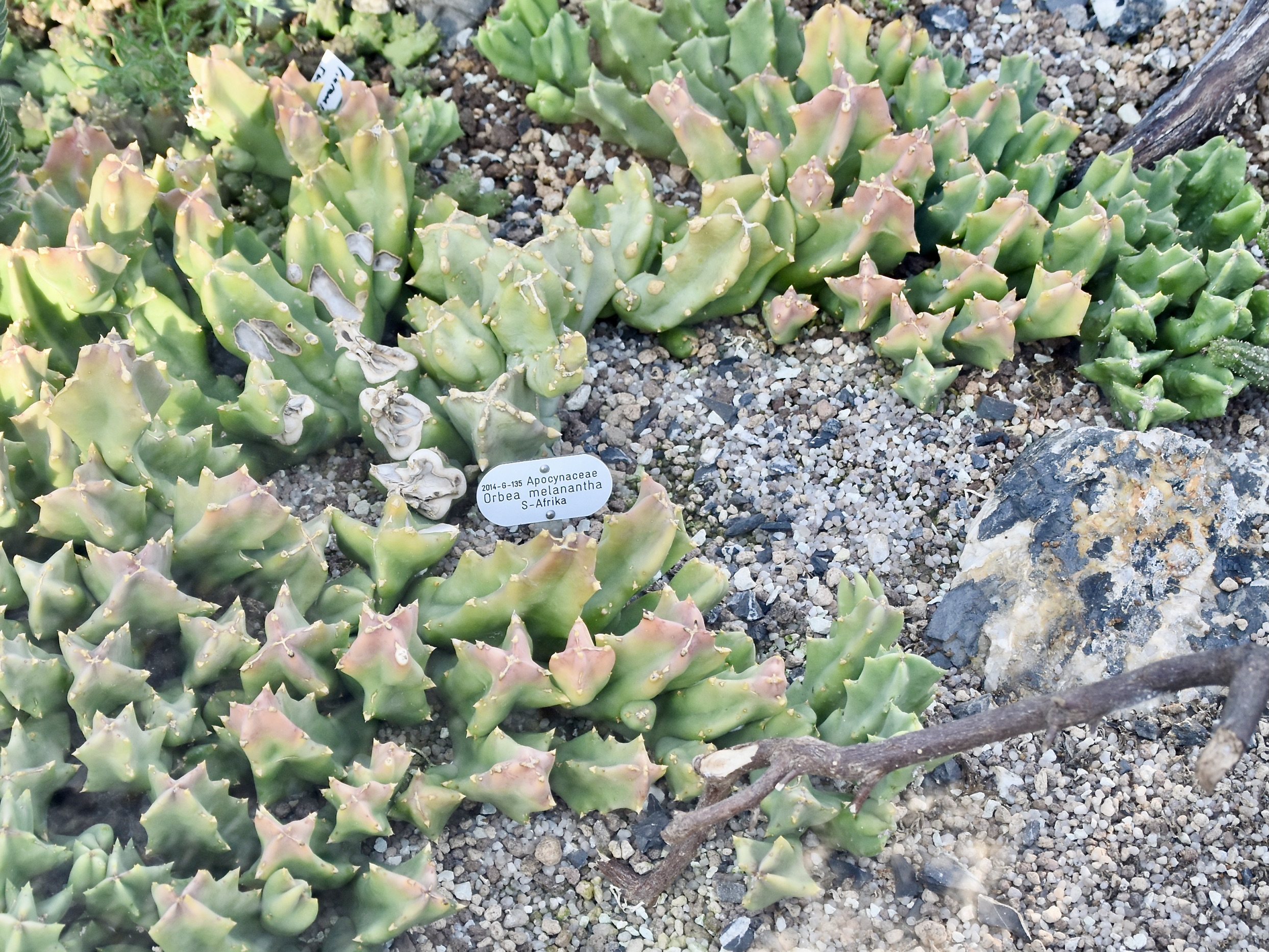
Orbea melanantha
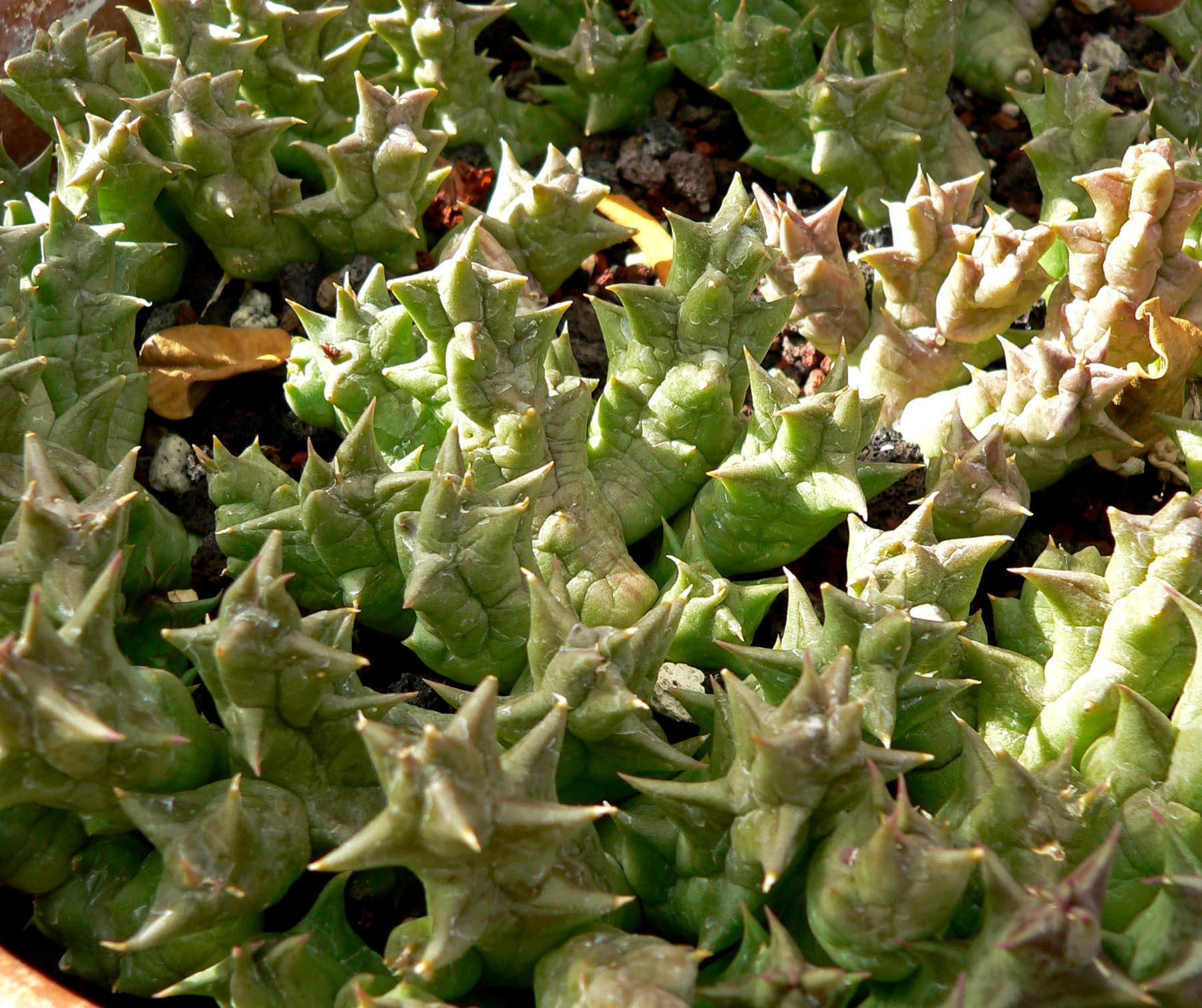
Orbea namaquensis
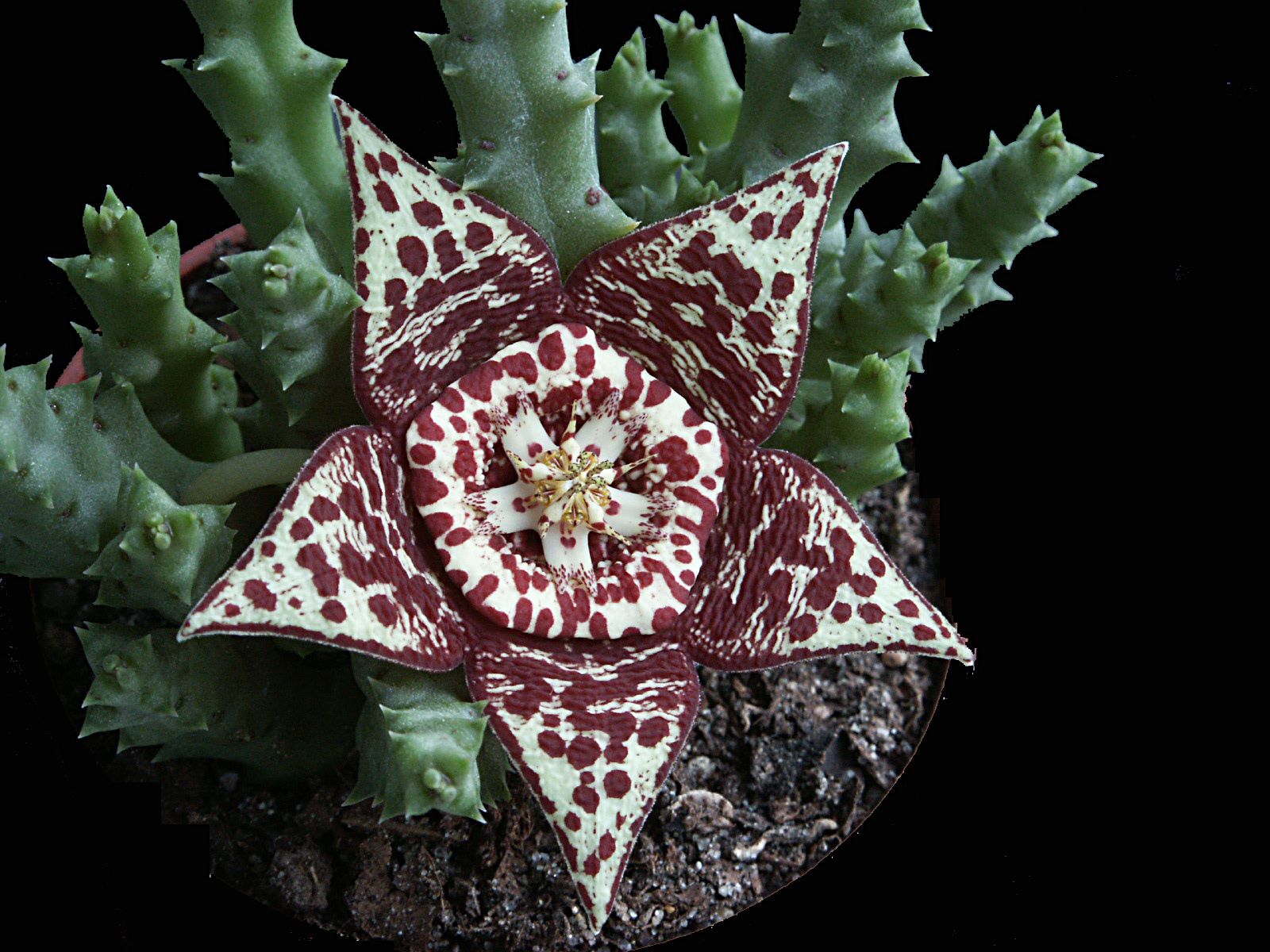
Orbea pulchella
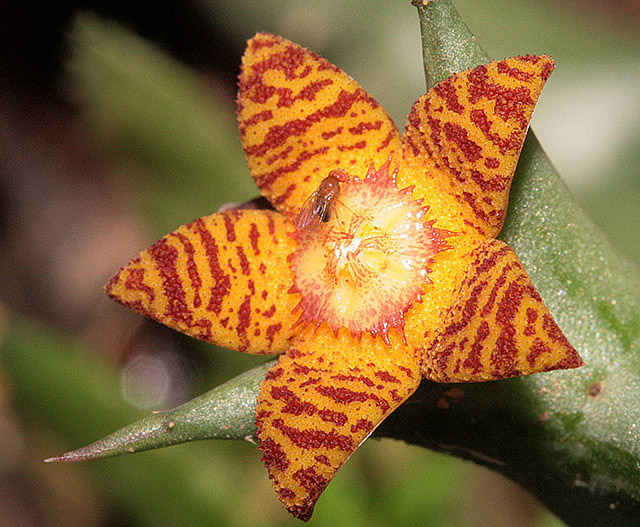
Orbea schweinfurthii
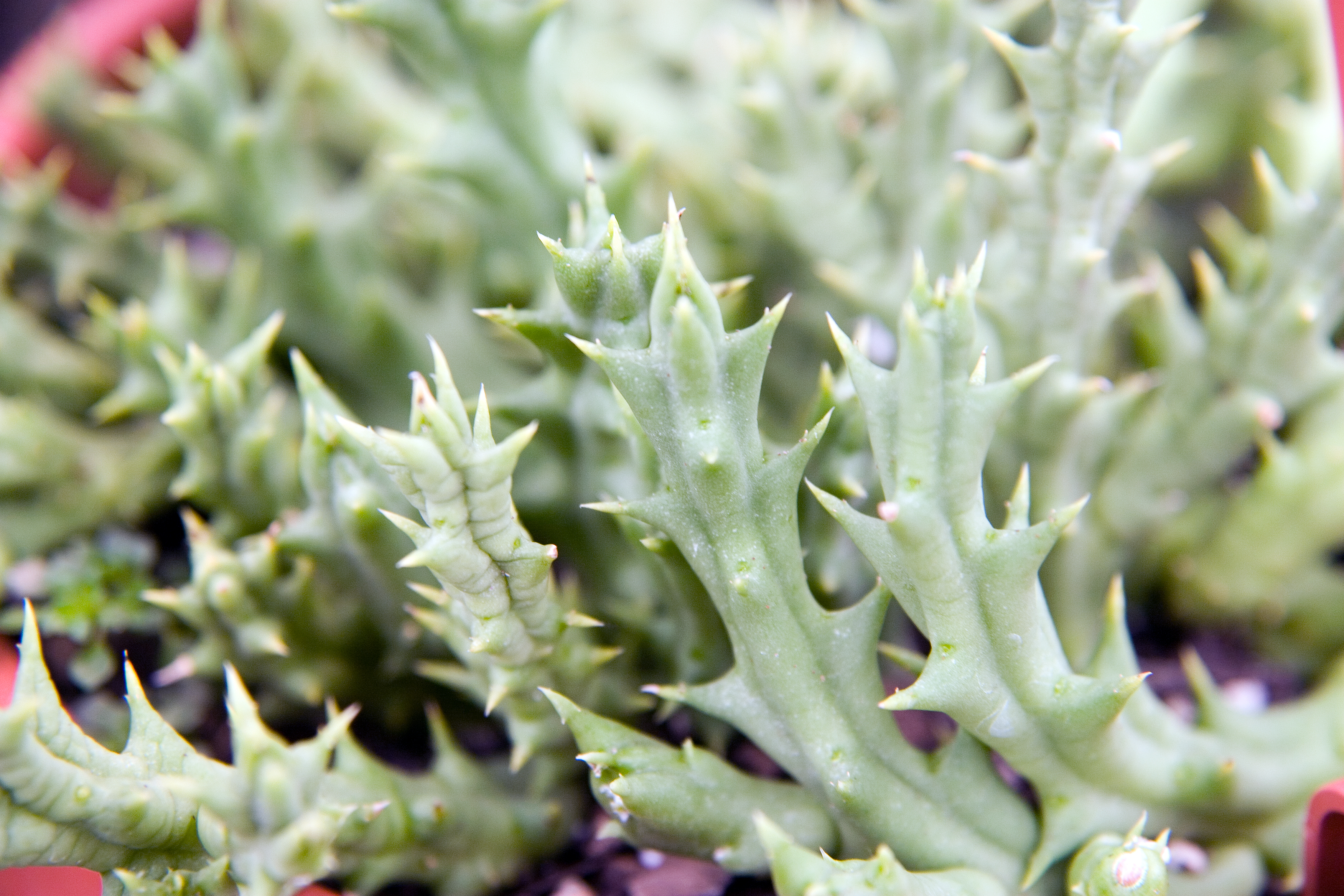
Orbea semota
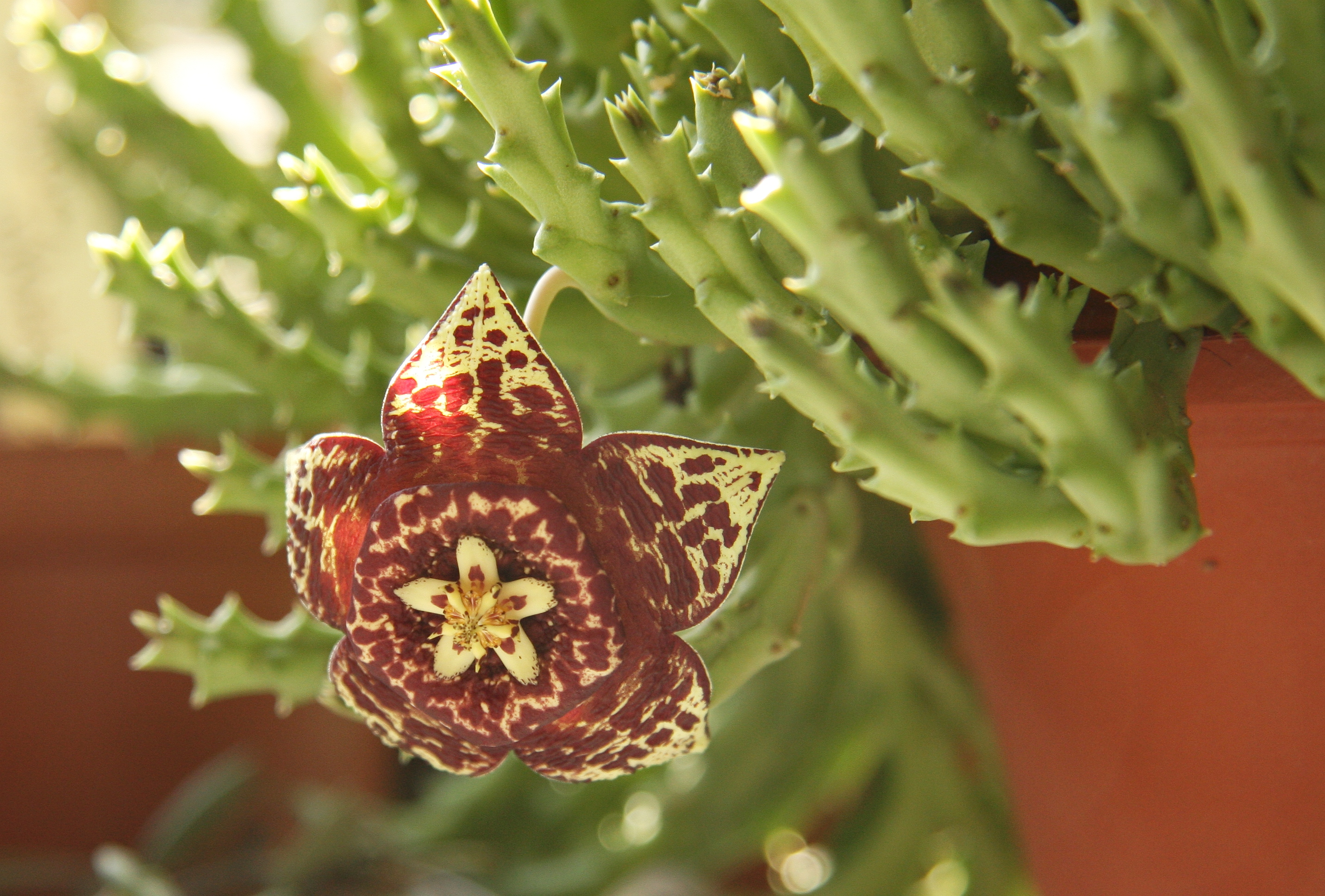
Orbea variegata

## Охранный статус
Большинство из 15 видов, включенных в последний Красный список для юга Африки, относятся к категории «Наименее опасные» (LC). Это указывает на то, что они уже присутствовали в предыдущих списках и продолжают оставаться в категории LC в последних оценках. Однако Orbea elegans был внесен в список видов, находящихся под угрозой исчезновения (CR) (на 2023 год, вид является вымершим), а Orbea mcloughlinii и Orbea woodii отнесены к уязвимым (VU). Orbea pulchella также находится под угрозой исчезновения (NT).

## Применение
Орбея, кажется, не обладает медицинскими свойствами и в основном имеет садоводческую ценность. Как и большинство стапелий, растения этого рода пользуются высоким спросом среди коллекционеров суккулентов, и их выращивают и обмениваются по всему миру. В Европе и Америке они чаще выращиваются в теплицах. Несколько видов могут быть использованы в пищу. Например, стебли Orbea lugardii и Orbea maculata могут быть употреблены как овощи и имеют вкус салата. Orbea namaquensis иногда также употребляется в пищу, но он известен своей горечью.

## Выращивание
Все виды рода Орбея представляют собой привлекательные растения для покрытия почвы, даже если они не цветут. Они могут использоваться для украшения окружающих областей и служить фоном для более крупных растений. Когда они цветут, они привлекают вниманием своими цветками, а также своим ароматом и опылителями, которых они могут привлечь в сад. Большинство видов лучше всего процветают в контейнерах, особенно если у них есть пространство для распространения. Неглубокие контейнеры обычно дают лучшие результаты. Во внутренних двориках идеально подойдут подвесные корзины, позволяющие стеблям и цветкам расползаться по бокам по мере их роста.
Большинство видов предпочитают хорошо дренированную песчаную почву, состоящую из равных долей промытого речного песка. Полив растений должен быть адаптирован к их естественной среде обитания. Растения, происходящие из более влажных регионов, требуют более частого полива, чем те, что произрастают в более сухих регионах. Рекомендуется поливать умеренно, избегая чрезмерного увлажнения. Растения могут выживать без полива в течение продолжительного времени, но необходимо убедиться, что они получают достаточно влаги, чтобы избежать чрезмерной засухи, которая может нанести им вред. В природе большинство видов естественным образом растет в тени, под защитой рощ и кустарников, отражая яркие солнечные лучи. Однако некоторые виды могут успешно процветать на прямом солнце. Растения предпочитают утреннее или вечернее солнце.
Орбея легко размножается с помощью стеблевых черенков, которые лучше делать в период активного роста, чтобы обеспечить хорошее укоренение перед переходом растений в фазу покоя. Черенки могут цвести уже в первый год жизни в зависимости от их размера. Семена также легко прорастают; важно использовать свежие семена и обрабатывать рассаду, чтобы предотвратить гниение. Обычно растения развиваются быстро, и многие из них начинают цвести через два-три года после выращивания из семян.
Наиболее распространенными вредителями являются щитовки, поражающие стебли, и мучнистые червецы, атакующие корни. Мучнистые червецы могут вызывать грибковые инфекции, которые могут уничтожить растения всего за несколько дней.
При появлении стеблевой гнили рекомендуется немедленно удалить пораженные части и правильно утилизировать их, а само растение поместить в карантин. Для борьбы с вредителями доступны различные коммерческие пестициды, а также экологически безопасные домашние смеси. Один из распространенных вредителей – жук-стапелия, может атаковать растения, питаясь их мясистой внутренней частью стеблей. 